# Eduard Lampé
Arno Eduard Lampé (* 8. November 1886 in Kleinheubach; † 4. August 1974) war ein deutscher Internist.

## Werdegang
Lampé, ein Sohn des Geheimrats Eduard Lampé, besuchte das Goethe-Gymnasium in Frankfurt am Main, wo er 1904 das Abitur ablegte, und Medizin studierte an der Eberhard Karls Universität Tübingen. 1904 wurde er im Corps Franconia Tübingen aktiv. nach bestandenem medizinischem Staatsexamen (1910) wurde er 1910 kurzzeitig Assistenzarzt bei Ernst von Romberg in Tübingen, dann an der Chirurgischen Klinik in Frankfurt am Main und am dortigen Institut für experimentelle Chirurgie bei Ludwig Rehn. Im März 1911 wurde er zum Dr. med. promoviert. Nach seiner Zeit in Frankfurt war er bis Ende März Assistent bei Emil Abderhalden, zunächst am Physiologischen Institut in Berlin, dann in Halle (Saale). Von April 1913 bis Juli 1914 war Lampé Assistent, ab 1. August 1914 Oberarzt an der I. Medizinischen Klinik in München wieder bei Ernst von Romberg. Ein schwerer Autounfall unterbrach seine Karriere, und Lampé selbst musste sich mehreren Operationen unterziehen.
Am 1. Oktober 1932 trat er in die ärztliche Leitung des Klinikums Neuwittelsbach ein und wurde dort im März 1933 Chefarzt. Nach der Zerstörung des Hauses während des Zweiten Weltkriegs schloss er sich dem Roten Kreuz an. 1945 übernahm er kommissarisch die Leitung der I. und II. Medizinischen Klinik München, die er nach Kriegsende wieder aufbaute. 1946 wurde er zum Honorarprofessor an der Medizinischen Fakultät der Universität München ernannt.
Von Lampé stammen fast 100 Handbuch- und Zeitschriftenartikel über den Eiweiß-Stoffwechsel, Physiologie und Pathologie der Schilddrüse und der Thymusdrüse, Erkrankungen des Magen-Darm-Kanals und die Diätetik. Er war Mitglied des wissenschaftlichen Beirats der "Ärztlichen Forschung" und des "Zentralblatts für Verkehrsmedizin". Neben seinem eigenen Fachgebiet befasste sich Lampé auch mit alter Geschichte und hatte "maßgeblichen Anteil" an den historischen Werken des ihm freundschaftlich verbundenen Breslauer Althistorikers Ernst Kornemann.

## Ehrungen
- 1955: Bundesverdienstkreuz 1. Klasse